# 1656 Suomi
1656 Suomi è un asteroide areosecante del diametro medio di circa 7,86 km. Scoperto nel 1942, presenta un'orbita caratterizzata da un semiasse maggiore pari a 1,8774270 UA e da un'eccentricità di 0,1235073, inclinata di 25,06726° rispetto all'eclittica.
L'asteroide è dedicato alla Finlandia tramite l'endonimo in lingua finlandese.